# Station Marche-lez-Écaussinnes
Station Marche-lez-Écaussinnes is een spoorwegstation langs spoorlijn 117 (Luttre - Eigenbrakel) in Marche-lez-Écaussinnes, een deelgemeente van Écaussinnes. Het is nu een stopplaats.

## Treindienst
| Serie       | Treinsoort          | Route | Bijzonderheden                                       |
| ----------- | ------------------- | --- | ---------------------------------------------------- |
| L 4350A     | L-trein (NMBS)      | La Louvière-Zuid – Marche-lez-Écaussinnes – Écaussinnes – 's-Gravenbrakel                                                                                             | Rijdt op werkdagen tussen 's-Gravenbrakel en Manage. |
| P 7770/8770 | Piekuurtrein (NMBS) | [ Manage – [ Luttre ] / [ Bergen – Quévy ] / [ Marche-lez-Écaussinnes – 's-Gravenbrakel ] ] / [ La Louvière-Zuid – [ Bergen ] / [ Luttre ] / [ Charleroi-Centraal ] ] | Rijdt alleen op werkdagen.                           |

## Galerij

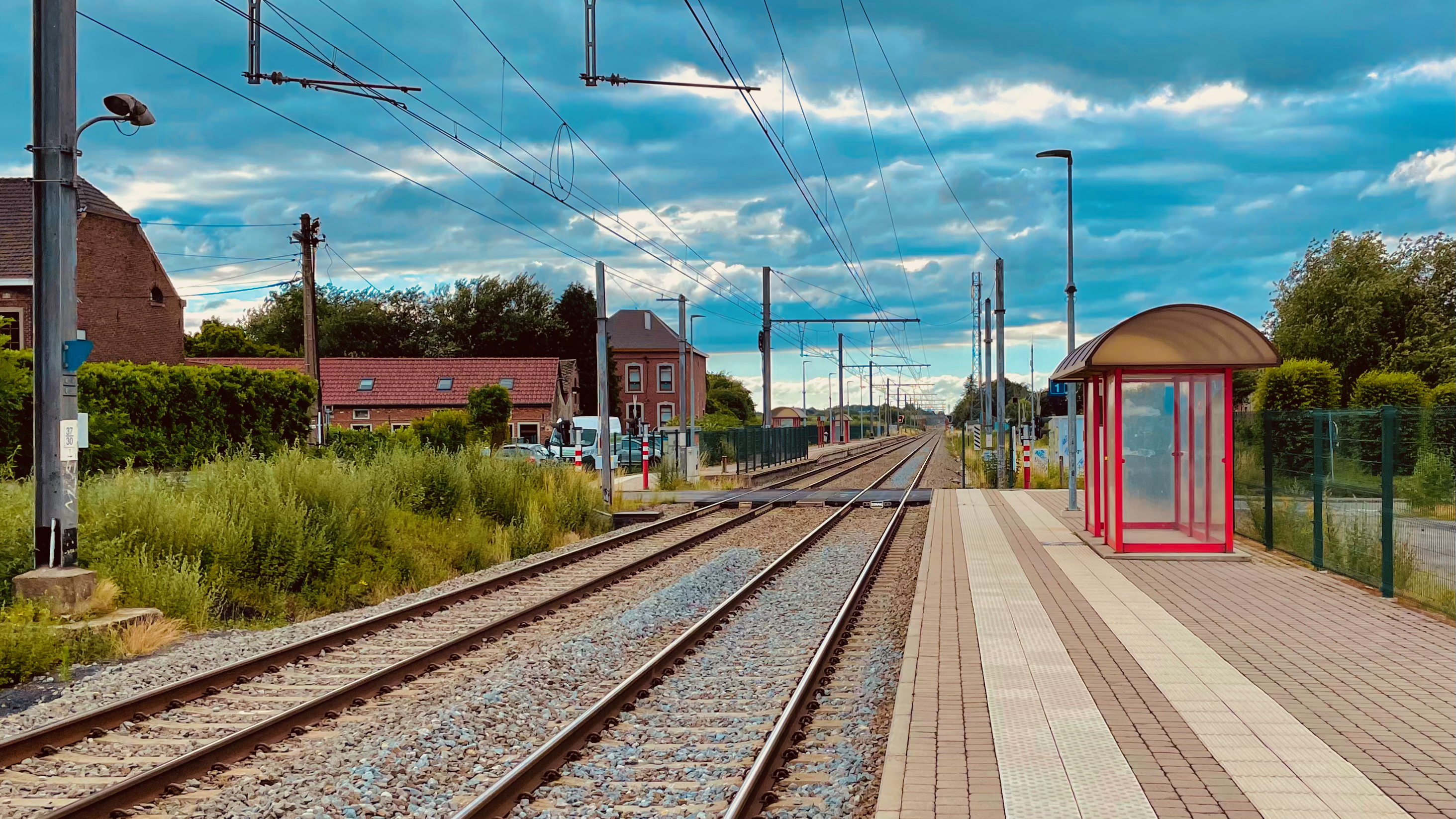
Overweg aan het station
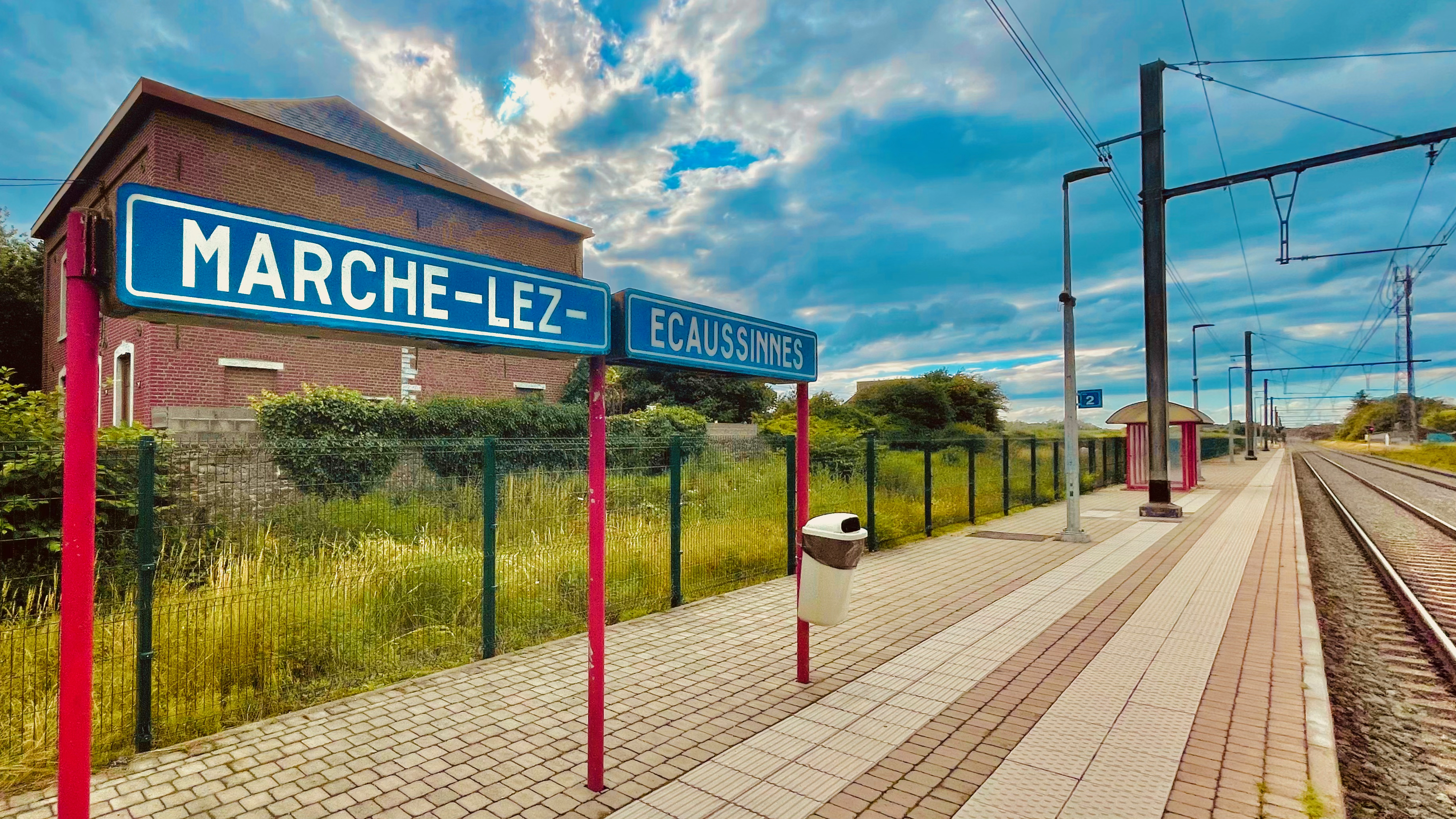
Plaatsnaambord
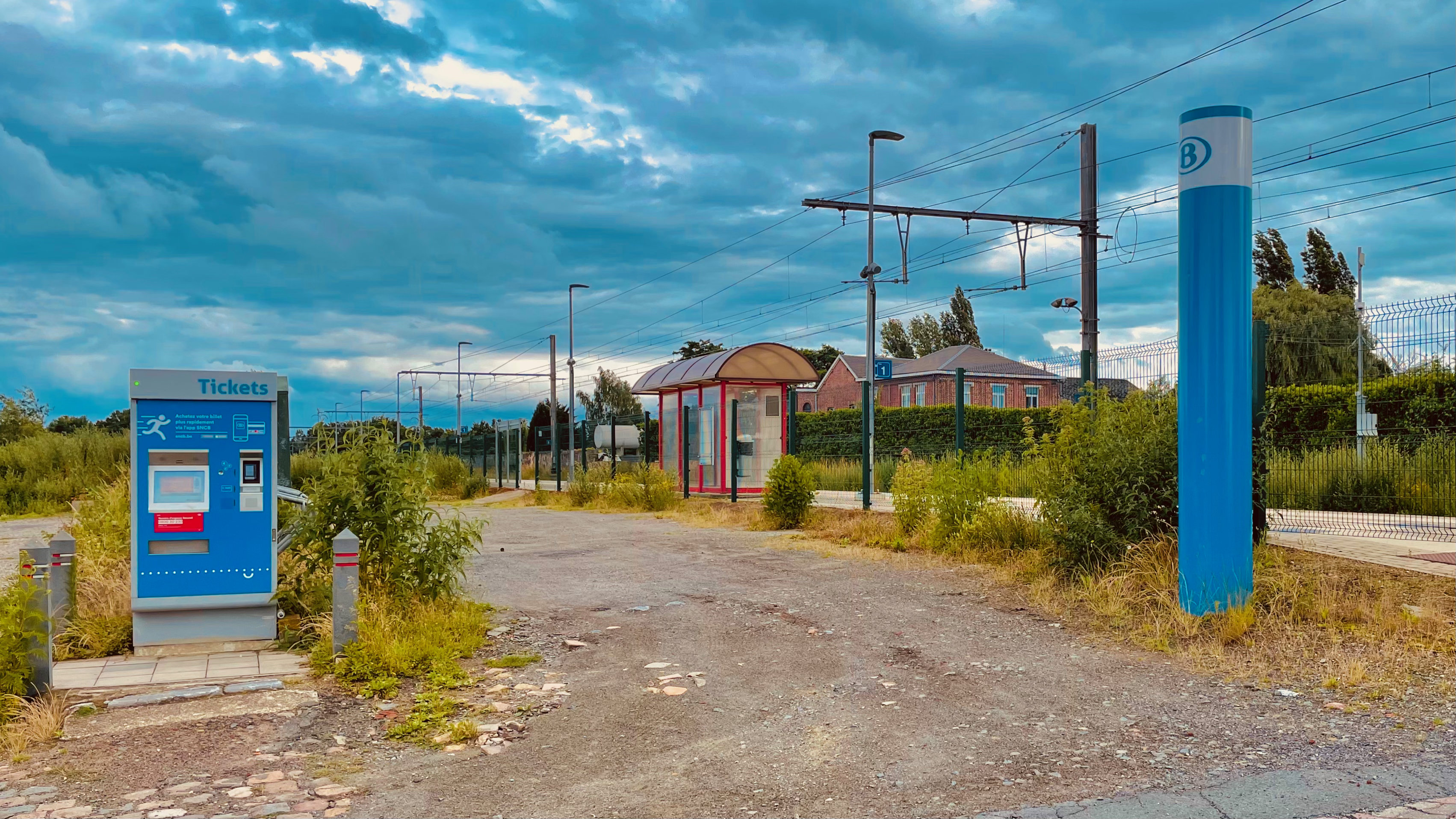
Toegang tot het perron
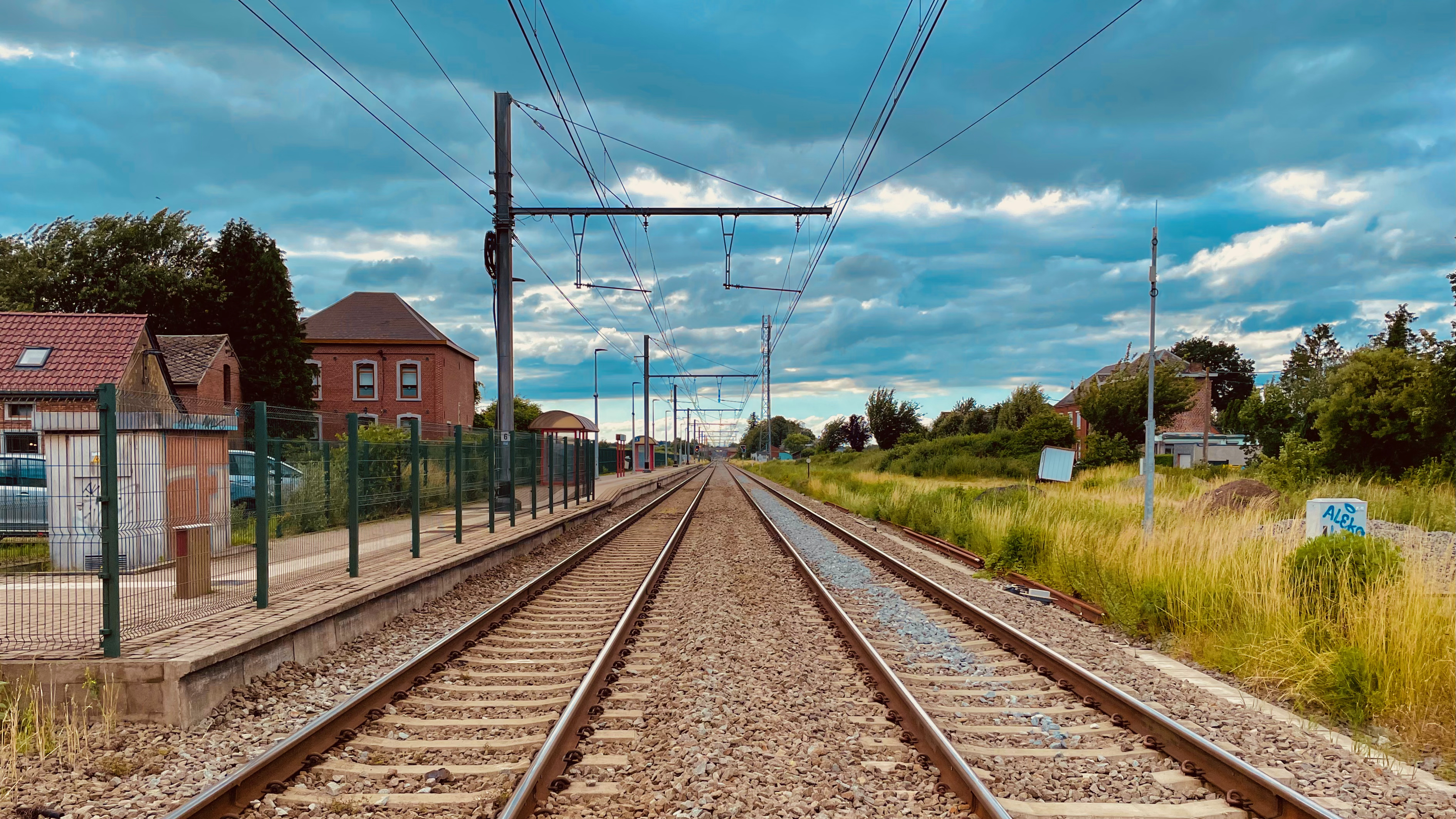
Zicht op de sporen

## Reizigerstellingen
De grafiek en tabel geven het gemiddeld aantal instappende reizigers weer op een week-, zater- en zondag.
| Tabel: aantal instappende reizigers station Marche-lez-Ecaussines | Tabel: aantal instappende reizigers station Marche-lez-Ecaussines | Tabel: aantal instappende reizigers station Marche-lez-Ecaussines | Tabel: aantal instappende reizigers station Marche-lez-Ecaussines |
|                                                                   | Weekdag                                                           | Zaterdag                                                          | Zondag                                                            |
| ----------------------------------------------------------------- | ----------------------------------------------------------------- | ----------------------------------------------------------------- | ----------------------------------------------------------------- |
| 1977                                                              | 332                                                               | 82                                                                | 57                                                                |
| 1978                                                              | 285                                                               | 58                                                                | 32                                                                |
| 1979                                                              | 214                                                               | 57                                                                | 38                                                                |
| 1980                                                              | 222                                                               | 47                                                                | 34                                                                |
| 1981                                                              | 228                                                               | 47                                                                | 31                                                                |
| 1982                                                              | 203                                                               | 37                                                                | 26                                                                |
| 1983                                                              | 228                                                               | 43                                                                | 49                                                                |
| 1984                                                              | 190                                                               | 31                                                                | 36                                                                |
| 1985                                                              | 163                                                               | 43                                                                | 27                                                                |
| 1986                                                              | 165                                                               | 27                                                                | 25                                                                |
| 1987                                                              | 188                                                               | 33                                                                | 30                                                                |
| 1988                                                              | 166                                                               | 30                                                                | 17                                                                |
| 1989                                                              | 146                                                               | 30                                                                | 28                                                                |
| 1990                                                              | 141                                                               | 29                                                                | 17                                                                |
| 1991                                                              | 149                                                               | 36                                                                | 19                                                                |
| 1992                                                              | 189                                                               | 39                                                                | 27                                                                |
| 1993                                                              | 135                                                               | -                                                                 | -                                                                 |
| 1994                                                              | 153                                                               | -                                                                 | -                                                                 |
| 1995                                                              | 112                                                               | -                                                                 | -                                                                 |
| 1996                                                              | 122                                                               | -                                                                 | -                                                                 |
| 1997                                                              | 150                                                               | -                                                                 | -                                                                 |
| 1998                                                              | 108                                                               | -                                                                 | -                                                                 |
| 1999                                                              | 132                                                               | -                                                                 | -                                                                 |
| 2000                                                              | 155                                                               | -                                                                 | -                                                                 |
| 2001                                                              | 143                                                               | -                                                                 | -                                                                 |
| 2002                                                              | 143                                                               | -                                                                 | -                                                                 |
| 2003                                                              | 169                                                               | -                                                                 | -                                                                 |
| 2004                                                              | 178                                                               | -                                                                 | -                                                                 |
| 2005                                                              | 187                                                               | -                                                                 | -                                                                 |
| 2006                                                              | 193                                                               | -                                                                 | -                                                                 |
| 2007                                                              | 151                                                               | -                                                                 | -                                                                 |
| 2008                                                              | -                                                                 | -                                                                 | -                                                                 |
| 2009                                                              | 171                                                               | -                                                                 | -                                                                 |
| 2010                                                              | -                                                                 | -                                                                 | -                                                                 |
| 2011                                                              | -                                                                 | -                                                                 | -                                                                 |
| 2012                                                              | 148                                                               | -                                                                 | -                                                                 |
| 2013                                                              | 169                                                               | -                                                                 | -                                                                 |
| 2014                                                              | 174                                                               | -                                                                 | -                                                                 |
| 2015                                                              | 125                                                               | -                                                                 | -                                                                 |
| 2016                                                              | 149                                                               | -                                                                 | -                                                                 |
| 2017                                                              | 106                                                               | -                                                                 | -                                                                 |
| 2018                                                              | 137                                                               | -                                                                 | -                                                                 |
| 2019                                                              | 132                                                               | -                                                                 | -                                                                 |
| 2020                                                              | 93                                                                | -                                                                 | -                                                                 |
| 2021                                                              | -                                                                 | -                                                                 | -                                                                 |
| 2022                                                              | 174                                                               | -                                                                 | -                                                                 |
| 2023                                                              | 170                                                               |                                                                   |                                                                   |
| 2024                                                              | 154                                                               | -                                                                 | -                                                                 |

0,0: 's-Gravenbrakel ·
5,9: Écaussinnes ·
8,5: Marche-lez-Écaussinnes ·
12,0: Familleureux ·
14,2: Manage ·
18,6: Godarville ·
21,5: Gouy-lez-Piéton ·
24,6: Pont-à-Celles ·
26,9: Luttre